# روبرت بي. هايلمان
روبرت بي. هايلمان (بالإنجليزية: Robert B. Heilman)‏ هو مدرس أمريكي، ولد في 18 يوليو 1906 في فيلادلفيا في الولايات المتحدة، وتوفي في 5 أغسطس 2004.